# Horgh
Reidar Horghagen, más conocido como Horgh (Bergen, Noruega, 7 de mayo de 1971), es el batería de las bandas Immortal e Hypocrisy. Teniendo como influencias a bandas como Judas Priest, Motörhead, Kiss, AC/DC, Thin Lizzy, Slayer, o Metallica comenzó a tocar la batería a los 12 años y con 21                                                                                    fundó la banda de heavy metal Lost At Last.

## Immortal
Horgh se unió a la banda de black metal Immortal como batería en 1996. Hasta ese momento el grupo había tenido cinco baterías, incluyendo al vocalista de la banda; Abbath que había tocado este instrumento en los álbumes Pure Holocaust (1993) y Battles in the North (1995). Al año siguiente Immortal publicó su primer álbum con Horgh, Blizzard Beasts, que también sería el último con Demonaz como guitarrista.
El estilo de Horgh está orientado al del primer batería  de Immortal, Armagedda (el único batería que ha grabado con la banda), y es especialmente conocido por su fuerte técnica de pie, dándole la capacidad de tocar muy rápido.
Immortal se disolvió oficialmente en 2003, pero se reformó en 2007, después de que Abbath terminara con la grabación de su proyecto paralelo I. Después de haber desempeñado una exitosa serie de conciertos en el verano de 2007 y varias fechas en los principales festivales europeos de metal en 2008, se anunció que volverían al estudio para grabar su siguiente álbum de estudio, All Shall Fall. El álbum fue publicado el 25 de septiembre de 2009 creando una gran expectación en el mundo del metal extremo.

## Discografía
Con Immortal
- Blizzard Beasts (1997)
- At the Heart of Winter (1999)
- Damned In Black (2000)
- Sons of Northern Darkness (2002)
- All Shall Fall (2009)

Con Grimfist
- Ghouls of Grandeur (2003)
- Ten Steps to Hell  (2005)

Con Hypocrisy
- Virus (2005)
- A Taste Of Extreme Divinity (2009)